# Le Fresne-Poret
Le Fresne-Poret település Franciaországban, Manche megyében. Lakosainak száma 222 fő (2022. január 1.). Le Fresne-Poret Saint-Christophe-de-Chaulieu, Ger és Sourdeval községekkel határos.

## Népesség
A település népességének változása:
| Lakosok száma | 357  | 317  | 277  | 235  | 208  | 212  | 216  | 218  | 219  | 222  |
|               | 1968 | 1982 | 1990 | 2006 | 2013 | 2015 | 2017 | 2019 | 2020 | 2022 |